# مينغابريل
بلدية مينغأبريل (بالإسبانية: Mengabril)‏, هي إحدى بلديات مقاطعة بطليوس, التي تقع في منطقة إكستريمادورا, والتي تقع في غرب إسبانيا.
يبلغ عدد سكانها 450 نسمة وفقاً لإحصائية سنة (2002).